# Litauisches Weißschwein
Das Litauische Weißschwein (Litauisch: Lietuvos Baltoji) ist eine Schweinerasse aus Litauen.

## Zuchtgeschichte
Die Rasse entstand, indem man einheimische litauische Sauen mit Ebern der Rassen Large White, Deutsches Edelschwein und Deutsche Landrasse kreuzte.

## Charakteristika
- in Farbe, Aussehen und Typ ähnlich dem Large White
- Gewicht Sauen 248 kg, Eber 313 kg
- Zeit bis 100 kg: 174 Tage

Es existieren 12 Eberlinien und 29 Sauenfamilien. Es gibt fünf voneinander getrennte Zuchtpopulationen.

## Vorkommen
Die Hauptzuchtzentren sind Baisogala, Draugas, Tschernjachowsk, Grižuva, Žemaitėliai und Marijampolė in Litauen. Außerdem wird das Litauische Weißschwein in Georgien, Kasachstan, Turkmenistan, Belarus, Moldawien und Russland in andere Rassen eingekreuzt.
1980 gab es insgesamt 981.600 reinrassige Tiere.

## Quelle
- https://www.fao.org/3/ah759e/AH759E10.htm